# Mostela de Colòmbia
La mostela de Colòmbia (Neogale felipei) és una espècie de mamífer pertanyent a la família dels mustèlids i un dels carnívors més rars de Sud-amèrica.

## Descripció
- Fa 32 cm de llargària total (la cua només ja en fa 11).
- Pot assolir 138 g de pes.
- El pelatge és dens i suau.
- Presenta una membrana entre els dits.[2][3]

## Alimentació
Menja diàriament fins a un 40% de la seva massa corporal i la seva dieta inclou mamífers, insectes i ocells. No obstant això, hom sospita que, a causa de les seves potes palmades, també podria menjar peix.

## Hàbitat
Se'n sap molt poc. Els pocs exemplars capturats d'aquesta espècie han estat trobats a 1.750-2.700 m d'altitud als boscos de clima subtropical dels Andes. A més, hom considera que viu, molt probablement, a prop dels cursos naturals d'aigua, a jutjar per les seves potes palmades.

## Distribució geogràfica
Es troba al sud-oest de Colòmbia i el nord de l'Equador.

## Costums
És d'hàbits solitaris.

## Estat de conservació
La seva principal amenaça és la pèrdua del seu hàbitat car viu en una zona on la desforestació és general a causa de l'expansió agrícola. A més, pateix la persecució dels agricultors locals perquè, de vegades, ataca animals domèstics (com ara, gallines i conill porquins) i, també, perquè l'associen amb supersticions locals.